# S-200

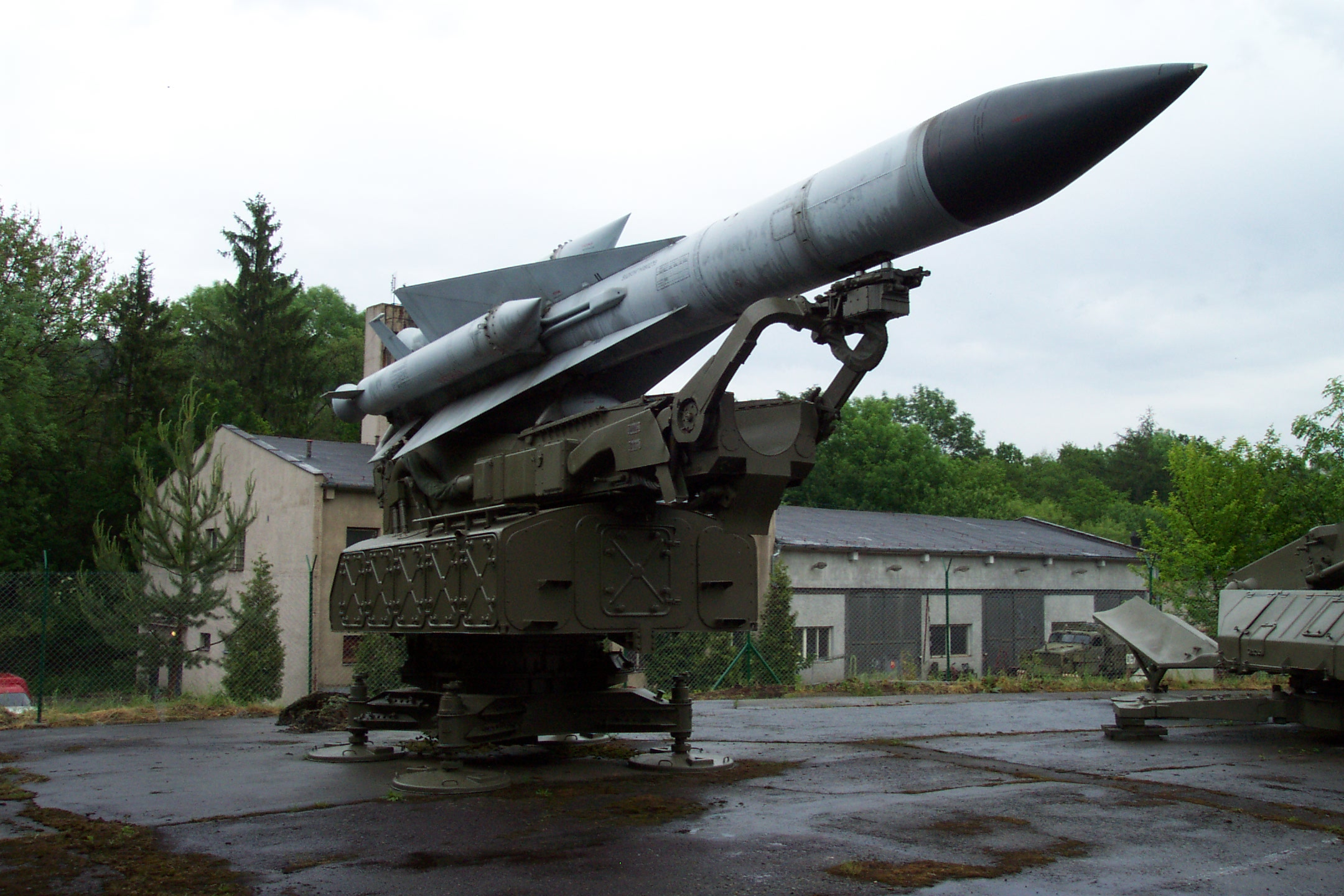
S-200

SA-5  (cod NATO: Gammon) este o rachetă sol-aer cu rază foarte lungă de acțiune, de altitudine medie-mare, cu ghidaj radar, fabricată de întreprinderea sovietică/rusă NPO Almaz. Este concepută pentru a apăra suprafețe întinse de atacurile bombardierelor sau altor avioane strategice (cum ar fi SR-71 „Blackbird”).